# Хайнрих (Истрия)
Вижте пояснителната страница за други личности с името Хайнрих.
Хайнрих (на немски: Heinrich, Heinrich IV, Heinrich II; * ок. 1175; † 18 юли 1228, Виндишгрец) от Андекската династия, е маркграф на Истрия-Крайна (1204 – 1228) и граф на Щайн (Камник в Горна Крайна).

## Живот
Той е вторият син на Бертхолд IV фон Андекск († 1204), херцог на Мерания, и на Агнес фон Рохлиц († 1195) от фамилията Ветини, дъщеря на Дедо V, маркграф на Долна Лужица и господар на Рохлиц. По-малък брат е на Ото I, херцог на Мерания, и по-голям брат на Екберт, епископ на Бамберг (1203 – 1237), и Бертхолд, патриарх на Аквилея (1218 – 1251).
След смъртта на баща му през 1204 г. той става маркграф на Истрия-Крайна и на собственостите южно от Дунав.
Хайнрих се жени пр. 1207 г. за София от Вайхселбург (* ок. 1190, † 28 февруари 1256), дъщеря наследничка на граф Алберт от Вайхселбург († 1209). Тя донася собствености в Марка Виндика. Бракът остава бездетен.
Хайнрих е набеден през 1208 г. за участие в убийството на немския крал Филип Швабски по време на сватбата на по-големия му брат Ото I в Бамберг. По-малкият му брат епископ Екберт († 1237), също е набеден за убийството. Още през 1208 г. те загубват цялата си собственост, всички права, титли и доходи. През 1209 г. те са осъдени и се спасяват при сестра им кралица Гертруда († 1213) в Унгария.
През 1211 г. Екберт може да се върне обратно на службата си, Хайнрих може също да се върне същата година в собствеността си в Марка Виндика, но не получава баварските и тиролските си земи, които са присвоени от баварския херцог Лудвиг I. През май 1228 г. Хайнрих може да върне обратно и получава правата си и част от земите си от Лудвиг I, но умира през юли същата година в Словен Градец (Виндишгрец). Погребан е в манастир Дийсен. Неговите баварски земи наследява брат му Ото. Вайхселбургските земи обаче за кратко остават при София.